# Wyspa Livingstone’a
Wyspa Livingstone’a (ang. Livingstone Island) – mała wyspa na rzece Zambezi, znajdująca się w obrębie Wodospadów Wiktorii, po stronie Zimbabwe (granica przebiega kilkadziesiąt metrów na wschód od wyspy).
Podłużna wyspa znajduje się dokładnie pośrodku głównej ściany wodospadów i oddziela od siebie Wodospad Główny od Wodospadu Tęczowego. Z niej David Livingstone po raz pierwszy ujrzał wodospady – na wyspę przywieźli go niewielką łodzią członkowie plemienia Makololo. Wokół wyspy znajdują się liczne płycizny. W okresie suszy można tu swobodnie brodzić. Słup wody za wyspą jest najwyższy – dochodzi do 116 metrów. Niewielka cieśnina oddziela Wyspę Livingstona od położonej na północ, znacznie większej Wyspy Księżniczki Wiktorii.
Wyspa jest dostępna dla turystów mniej więcej od początku lipca do początku marca, kiedy to niski stan wody w Zambezi umożliwia bezpieczny dostęp. Przejazdy łodzią na wyspę odbywają się tylko w formie zorganizowanych wycieczek z przewodnikiem i tylko od strony zambijskiej, a ponieważ jest to obszar chroniony, na wyspie jednocześnie może przebywać maksymalnie 16 osób.